# Čeľadice
Čeľadice é um município da Eslováquia, situado no distrito de Nitra, na região de Nitra. Tem 10,47 km² de área e sua população em 2018 foi estimada em 1.009 habitantes.

## Demografia
| Ano:        | 1994 | 2004   | 2014    | 2024    |
| ----------- | ---- | ------ | ------- | ------- |
| Broj ljudi: | 786  | 762    | 930     | 1109    |
| Razlika:    |      | -3,05% | +22,04% | +19,24% |

| Ano:               | 2023 | 2024   |
| ------------------ | ---- | ------ |
| Número de pessoas: | 1075 | 1109   |
| Diferença:         |      | +3,16% |